# (4617) Zadunaisky
(4617) Zadunaisky (1976 DK) – planetoida z grupy pasa głównego asteroid okrążająca Słońce w ciągu 5,77 lat w średniej odległości 3,21 j.a. Odkryta 22 lutego 1976 roku.